# 阿卡雄
阿卡雄（法語發音：[aʁkaʃɔ̃]），法国西南部城市，新阿基坦大区吉伦特省的一个市镇，同时也是该省的一个副省会，下辖阿卡雄区，其市镇面积为7.6平方公里，2022年1月1日时人口数量为10,895人，在法国城市中排名第870位。
阿卡雄位于吉伦特省西南部，阿卡雄湾南侧，是该区域的行政中心，因其境内的海滨浴场及附近的皮拉沙丘而闻名，是法国重要的旅游城市。

## 地名来源
“阿卡雄”一名的具体出现时间不详，可能来源于加斯科涅语，意为“生长树林的地方”，可能与当地的自然景观有关。

## 历史

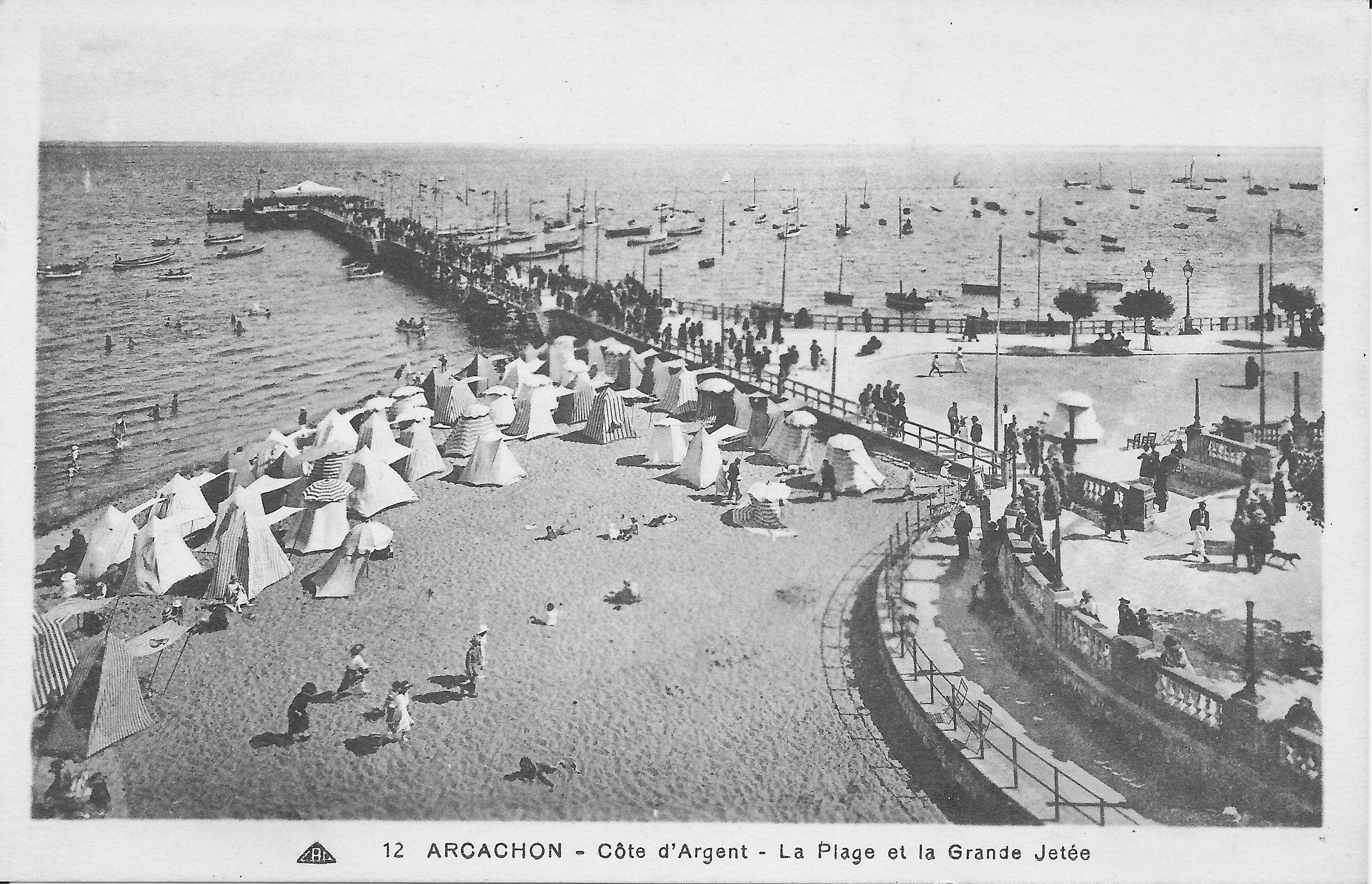
1920年的阿卡雄海滨浴场

阿卡雄历史上长期为比什地区的一处海滨荒地，法国大革命后成为拉泰斯特德比什市镇的一个街区。1823年，原退役海军上将弗朗索瓦·勒加莱（François Legallais）在阿卡雄修建了一处酒店，并开辟海滨浴场，由此吸引了大批贵族来此度假，当地出现了赌场，人口数量逐渐增加。1857年5月2日，阿卡雄从拉泰斯特德比什划出，成为吉伦特省的一个市镇；同年7月25日，连接阿卡雄的铁路建成通车。1923年，工程师路易·勒马里耶在阿卡雄附近发现泉水资源，后当地开辟出水疗中心。二战时期，纳粹德军曾占领阿卡雄港并建立军事设施，后被法兰西内务军摧毁。二战后，阿卡雄成为法国西南部重要的海滨旅游城市以及波尔多的一个远郊卫星城，二十世纪末，随着阿卡雄湾沿岸其它市镇的发展，阿卡雄的人口数量略有下降。1977年，莫雷斯克赌场在一次火灾中被毁。2006年起成为吉伦特省的一个副省会。

## 地理

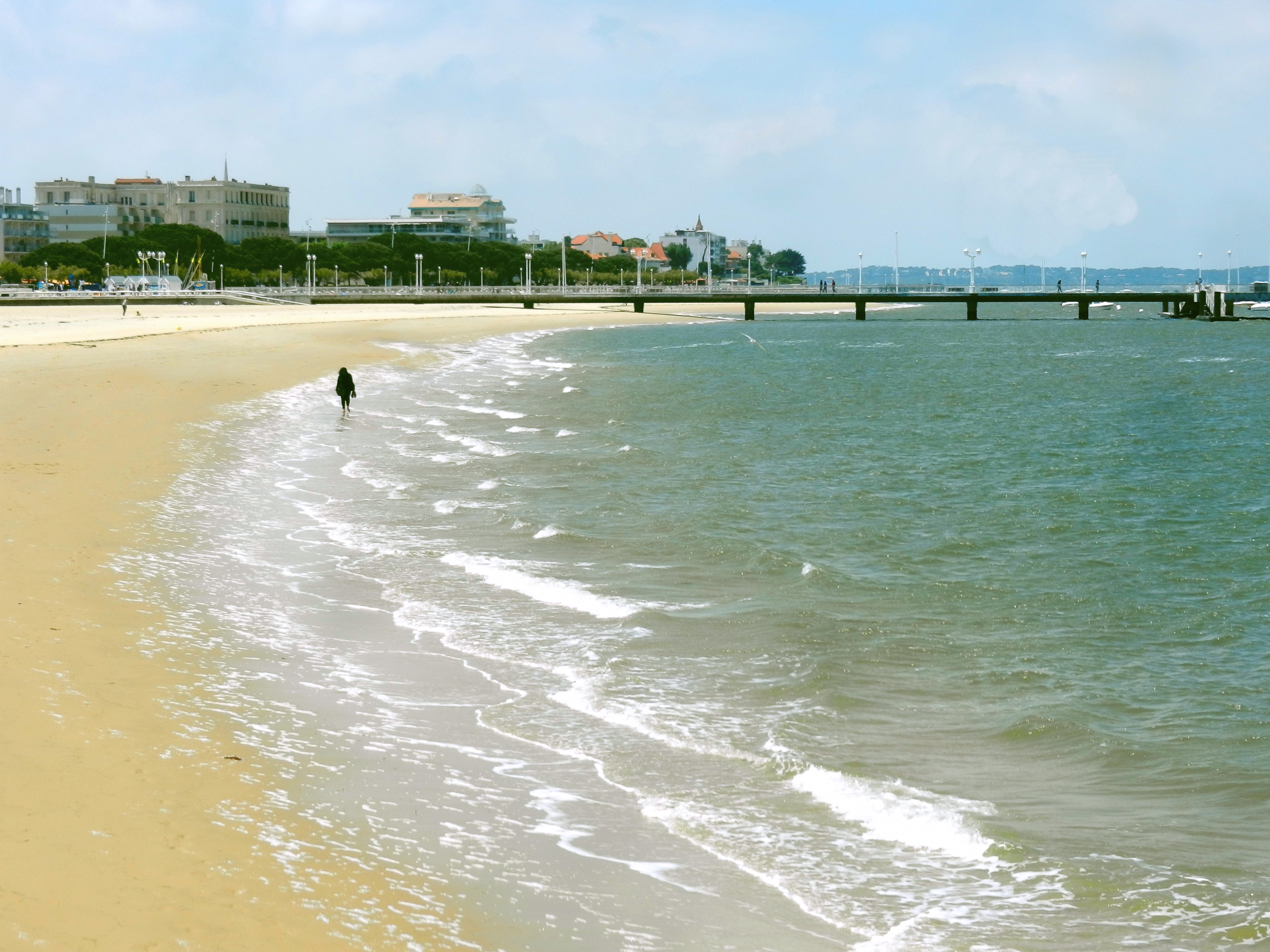
阿卡雄的海滩

阿卡雄位于法国西南部，新阿基坦大区西部和吉伦特省西南部，距离省会波尔多大约65公里。与阿卡雄接壤的市镇包括：拉泰斯特德比什、莱日卡普费雷。

### 地形
阿卡雄境内以浅丘为主，地势自海岸线向内陆逐渐抬升，全境海拔在0到45米之间。皮拉沙丘是当地的代表性海滨自然景观，但其本身并不在阿卡雄的市镇范围内。

### 水文
阿卡雄位于阿卡雄湾西南侧一处向北凸出的半岛上，东、北、西三侧临海。除此之外，阿卡雄市镇范围内无大型天然地表径流。

### 植被
阿卡雄属于温带落叶林区，莫雷斯克公园（Parc Mauresque）是市区内的主要绿地，此外当地的林地亦广泛分布于市区南部的丘陵地带。

### 气候
阿卡雄在柯本气候分类法中属于温带海洋性气候。
阿卡雄境内设有气象站，以下为该气象站的数据：
| 阿卡雄1981年－2019年 | 阿卡雄1981年－2019年 | 阿卡雄1981年－2019年 | 阿卡雄1981年－2019年 | 阿卡雄1981年－2019年 | 阿卡雄1981年－2019年 | 阿卡雄1981年－2019年 | 阿卡雄1981年－2019年 | 阿卡雄1981年－2019年 | 阿卡雄1981年－2019年 | 阿卡雄1981年－2019年 | 阿卡雄1981年－2019年 | 阿卡雄1981年－2019年 | 阿卡雄1981年－2019年 |
| 月份                 | 1月                  | 2月                  | 3月                  | 4月                  | 5月                  | 6月                  | 7月                  | 8月                  | 9月                  | 10月                 | 11月                 | 12月                 | 全年                 |
| -------------------- | -------------------- | -------------------- | -------------------- | -------------------- | -------------------- | -------------------- | -------------------- | -------------------- | -------------------- | -------------------- | -------------------- | -------------------- | -------------------- |
| 历史最高温 °C（°F）  | 19.9 (67.8)          | 26.6 (79.9)          | 27.3 (81.1)          | 32.8 (91.0)          | 35.3 (95.5)          | 40.6 (105.1)         | 39.7 (103.5)         | 41.8 (107.2)         | 36.8 (98.2)          | 30.8 (87.4)          | 27.1 (80.8)          | 20.8 (69.4)          | 41.8 (107.2)         |
| 平均高温 °C（°F）    | 10.8 (51.4)          | 12 (54)              | 15.2 (59.4)          | 17.2 (63.0)          | 20.5 (68.9)          | 24.3 (75.7)          | 25 (77)              | 25.4 (77.7)          | 23.5 (74.3)          | 20 (68)              | 14.2 (57.6)          | 10.8 (51.4)          | 18.2 (64.8)          |
| 日均气温 °C（°F）    | 7.1 (44.8)           | 7.6 (45.7)           | 10.4 (50.7)          | 12.5 (54.5)          | 16 (61)              | 19.6 (67.3)          | 20.5 (68.9)          | 20.7 (69.3)          | 18.1 (64.6)          | 15.3 (59.5)          | 10.3 (50.5)          | 7.1 (44.8)           | 13.8 (56.8)          |
| 平均低温 °C（°F）    | 3.4 (38.1)           | 3.2 (37.8)           | 5.6 (42.1)           | 7.9 (46.2)           | 11.4 (52.5)          | 14.9 (58.8)          | 16 (61)              | 16 (61)              | 12.7 (54.9)          | 10.6 (51.1)          | 6.4 (43.5)           | 3.3 (37.9)           | 9.3 (48.7)           |
| 历史最低温 °C（°F）  | −8.8 (16.2)          | −6.6 (20.1)          | −8.9 (16.0)          | −0.1 (31.8)          | 1.7 (35.1)           | 5.5 (41.9)           | 9.7 (49.5)           | 8.9 (48.0)           | 4 (39)               | −2.1 (28.2)          | −5.7 (21.7)          | −10 (14)             | −10 (14)             |
| 平均降水量 mm（）    | 91.9 (3.62)          | 69.2 (2.72)          | 68.4 (2.69)          | 58 (2.3)             | 56.8 (2.24)          | 41.2 (1.62)          | 50 (2.0)             | 58.8 (2.31)          | 61 (2.4)             | 97.7 (3.85)          | 124 (4.9)            | 77.7 (3.06)          | 854.4 (33.64)        |
| 月均日照時數         | 67.2                 | 104.8                | 171.9                | 229                  | 222.4                | 239.1                | 261.4                | 236.6                | 208.1                | 141.8                | 48.9                 | 69.5                 | 2,000.7              |
| 来源：infoclimat.fr  |                      |                      |                      |                      |                      |                      |                      |                      |                      |                      |                      |                      |                      |

## 行政区划
阿卡雄是法国新阿基坦大区吉伦特省的一个市镇，编号为33009，它也是吉伦特省的一个副省会。阿卡雄下辖阿卡雄区，隶属于拉泰斯特德比什县，同时也是大西洋-南阿卡雄湾城市圈公共社区的办公驻地。
法国国家统计与经济研究所（简称）在进行数据统计时，将阿卡雄及相邻的另外3个市镇（拉泰斯特德比什、居让-梅斯特拉斯和勒泰什）设为拉泰斯特德比什-阿卡雄城市核心区以及拉泰斯特德比什-阿卡雄城市区。同时，还将阿卡雄市镇分为了5个“块区”（IRIS），以便于统计人口分布情况。

## 交通

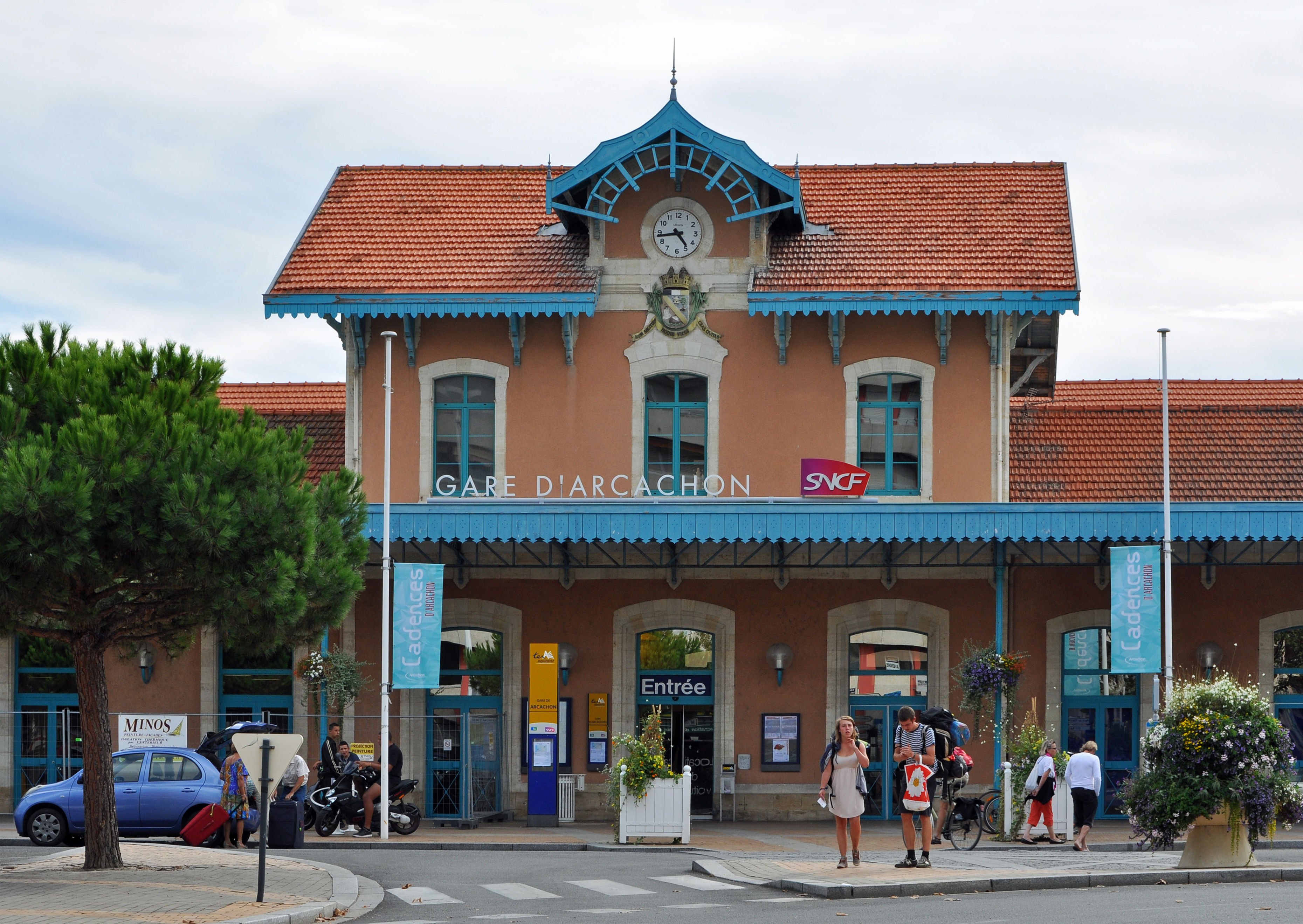
阿卡雄火车站

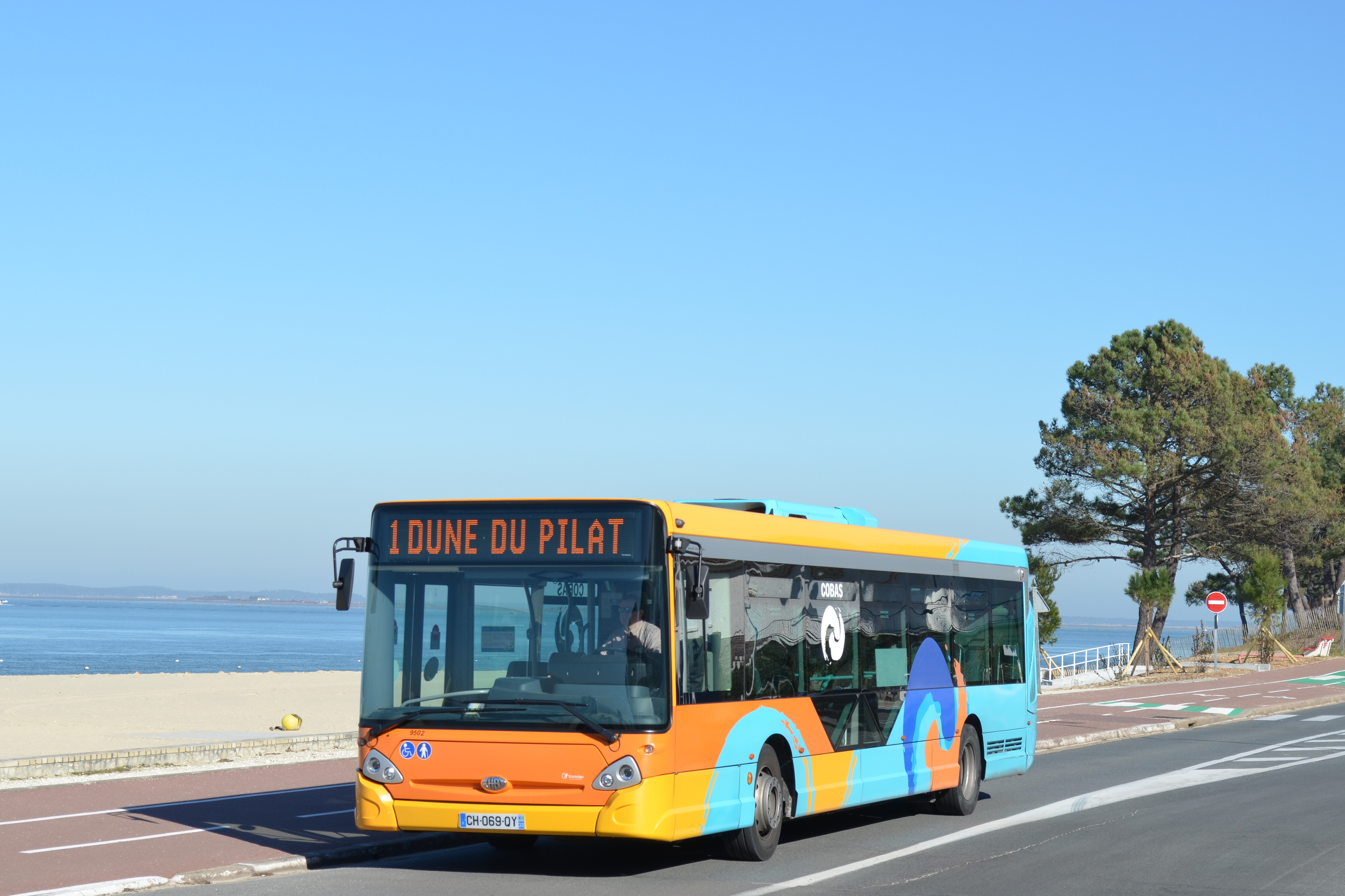
阿卡雄公交1路

### 公路
多条吉伦特省省道在阿卡雄境内交汇，新阿基坦大区下属的城际客运提供巴士线路，可前往博恩地区帕朗蒂斯。
2017年，29.3%的阿卡雄家庭拥有至少一辆的私人汽车。2018年，阿卡雄境内共发生各类交通事故3起，造成3人受伤。

### 铁路
阿卡雄位于拉莫特－阿卡雄铁路的终点。阿卡雄站位于市区中部，开行前往波尔多的区域列车和前往巴黎的高速列车。

### 航空
距离阿卡雄最近的民用航空站为波尔多-梅里尼亚克机场，距离阿卡雄市中心的公路里程约65公里。

### 城市公共交通
阿卡雄城市公共交通（商业名称为）是当地的城市公共交通系统。截至2020年11月，该系统共包括7条常规公交线路和8条摆渡车线路，路网覆盖了阿卡雄市区内的主要街道和居民区。

## 政治

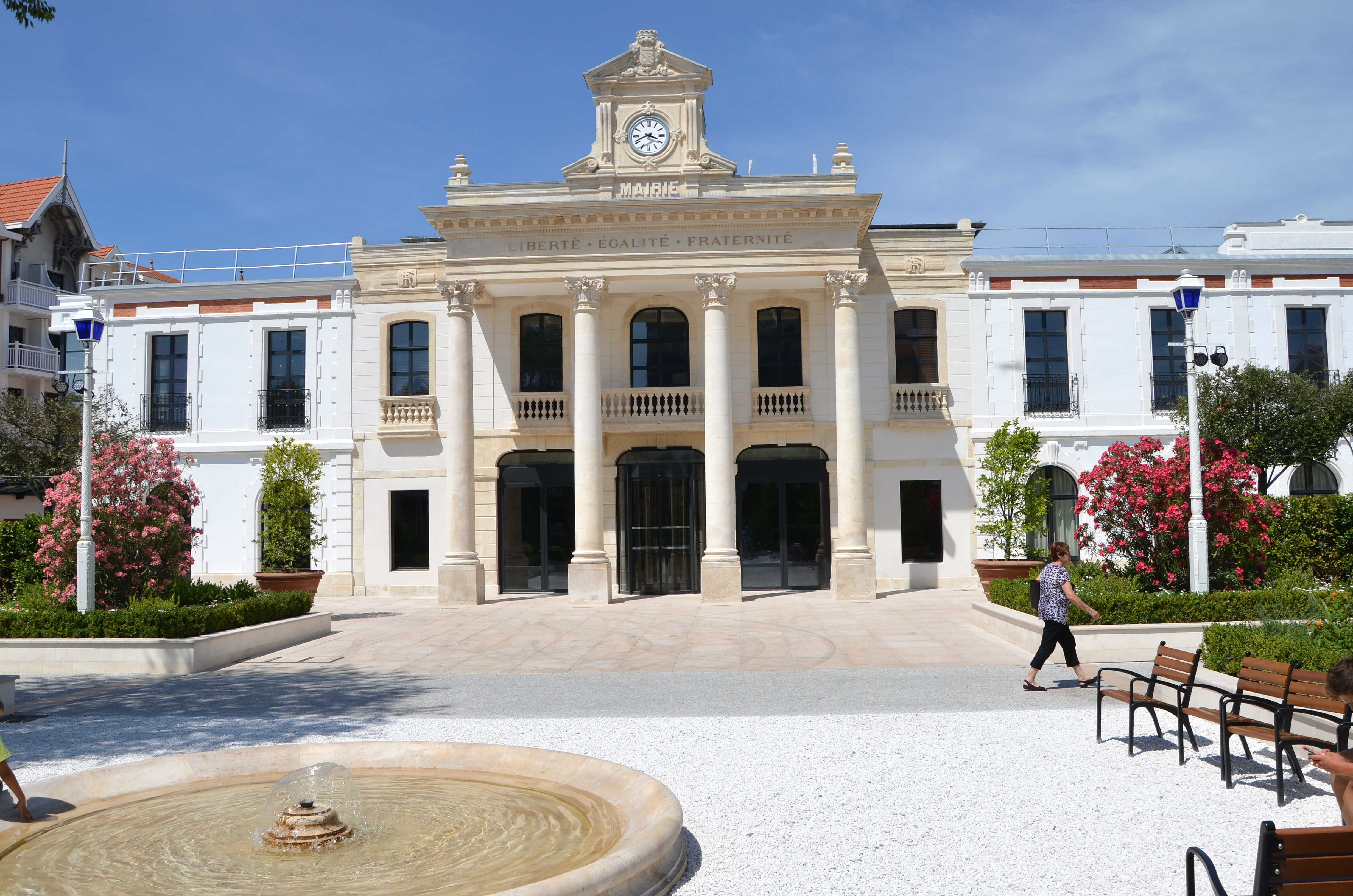
阿卡雄市政厅

阿卡雄的现任市长为伊夫·富隆先生，他是共和党的一名成员，在2020年的市政选举中获得了65.75%的支持率。
在2017年的法国总统大选中，法国第25任总统埃马纽埃尔·马克龙在阿卡雄获得了74.82%的支持率。
| 阿卡雄历届市长 |                    |                                       |
| 任期           | 市长               | 党派                                  |
| 1944年－1945年 | 爱德华·德·吕兹     | 不详                                  |
| 1945年－1977年 | 吕西安·德·格拉西亚 | SFIO工人国际法国支部 →RPF法国人民联盟 |
| 1977年－1985年 | 罗贝尔·弗勒里      | UDF法国民主联盟                       |
| 1985年－2001年 | 皮埃尔·拉塔亚德    | RPR保衛共和聯盟                       |
| 2001年－       | 伊夫·富隆          | UMP人民运动联盟 →LR共和黨             |

## 人口
2017年，阿卡雄市镇人口数量为11,284，在法国排名第870位。其中男性4,849人，女性6,435人，75岁及以上人口占25.4%，外籍人口数量为1,967人，人口密度为1,493人/平方公里，当地居民被称为（男性）或（女性）。2018年，阿卡雄境内出生42人，死亡人口245人。
| 年份   | 1936   | 1946   | 1954   | 1962   | 1968   | 1975   | 1982   | 1990   | 1999   | 2006   | 2011   | 2016   | 2017   |
| ------ | ------ | ------ | ------ | ------ | ------ | ------ | ------ | ------ | ------ | ------ | ------ | ------ | ------ |
| 人口數 | 13,102 | 14,603 | 14,985 | 14,862 | 14,986 | 13,892 | 13,293 | 11,770 | 11,454 | 12,153 | 10,776 | 11,121 | 11,284 |

## 经济
阿卡雄是一个区域性的中心城市，当地共有各类用人单位3,963家，其中99.52%为中小型企业（PME），平均历史为18年，旅游度假及相关配套产业是当地的主要就业岗位类型。

## 财政收入
2018年，阿卡雄的财政收入总额为32,051,800欧元，财政支出总额为27,435,000欧元，当年的债务总额为25,204,500欧元。
2015年，阿卡雄的人均月收入总额为2,556欧元，其中高职人员为5,493欧元，普通职员为1,830欧元。
2017年，阿卡雄境内的青壮年（15至64岁）失业率为18.1%，当地52.2%的家庭拥有纳税资格。

## 社会事务

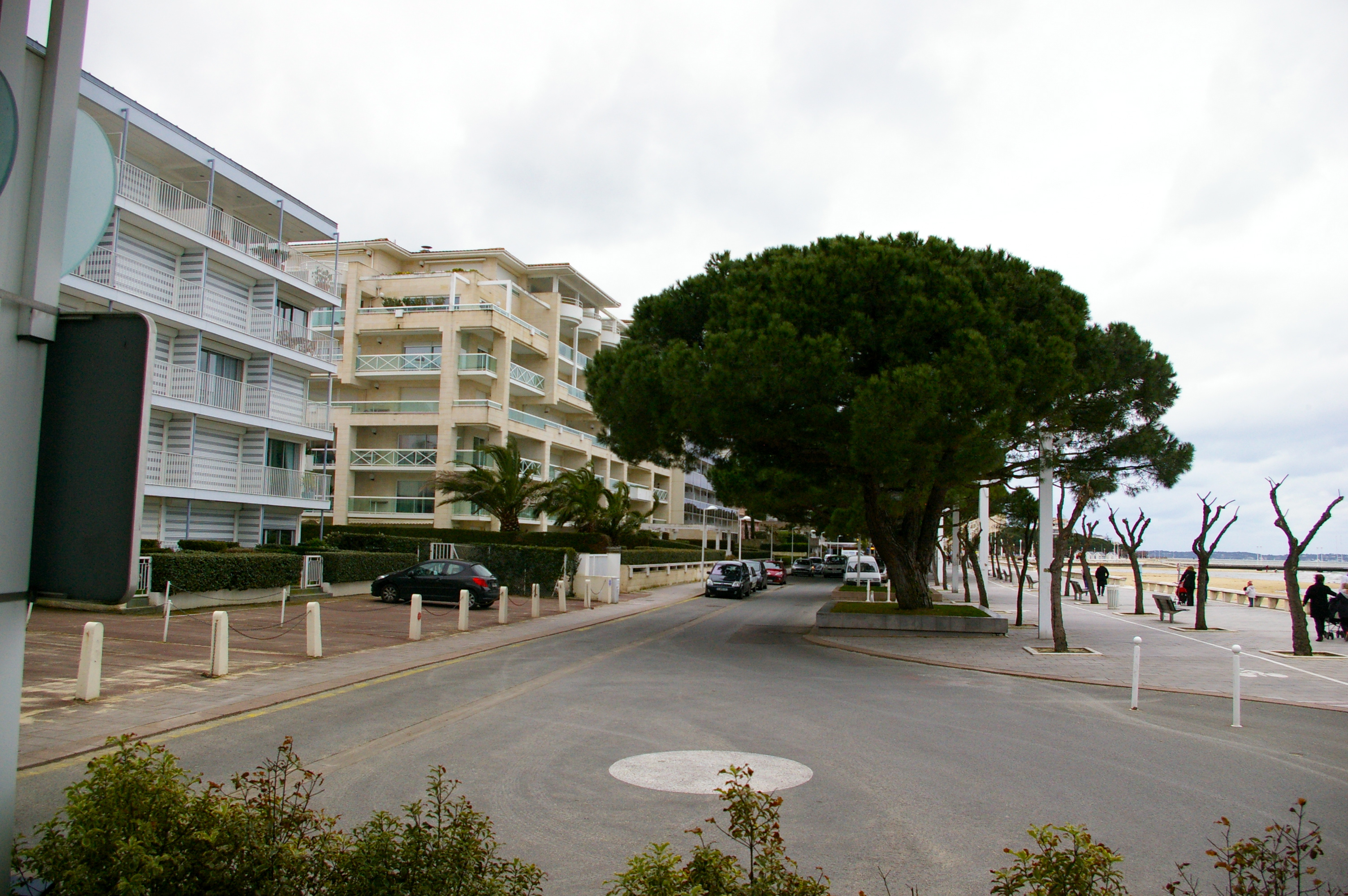
海滩大道

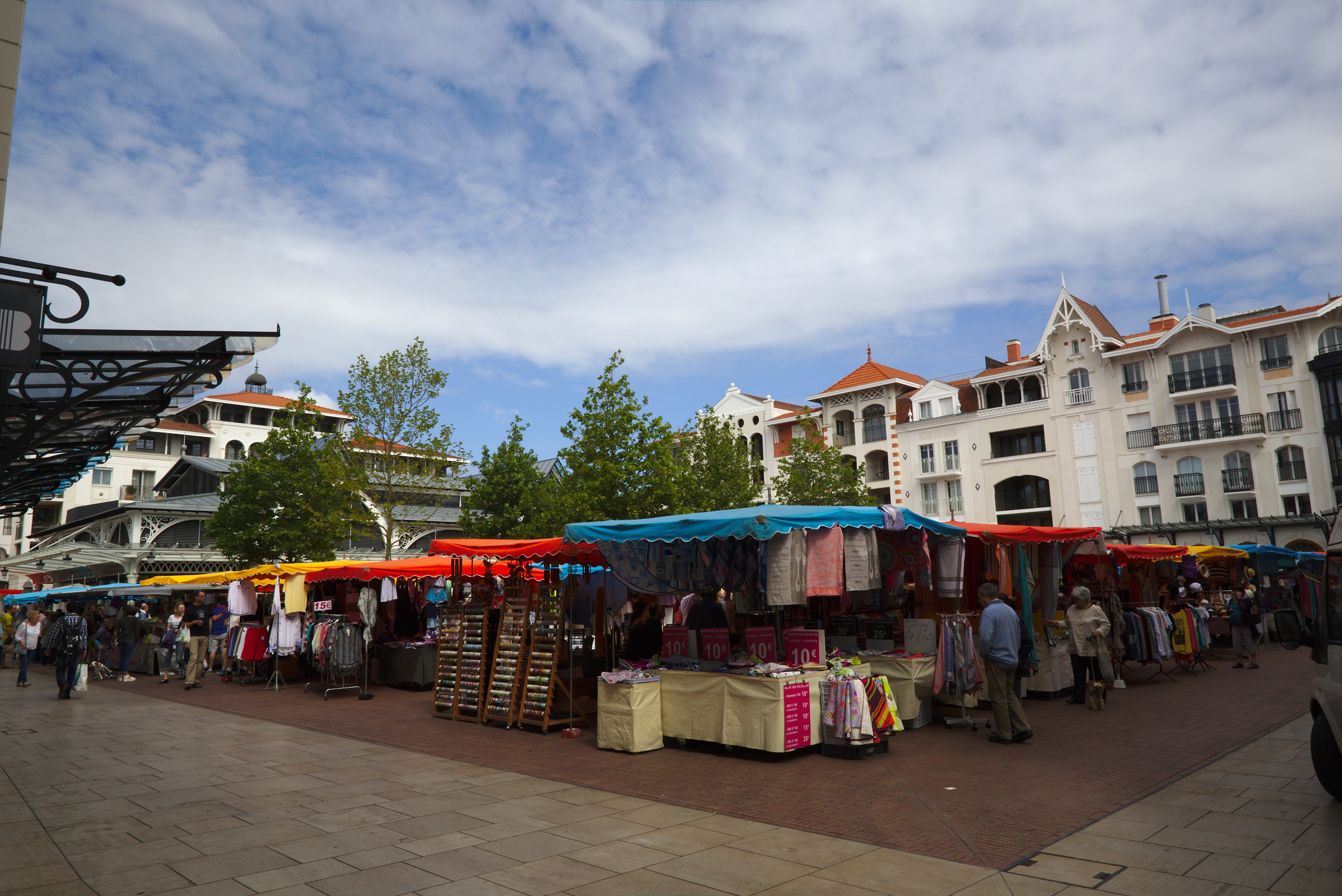
阿卡雄集市

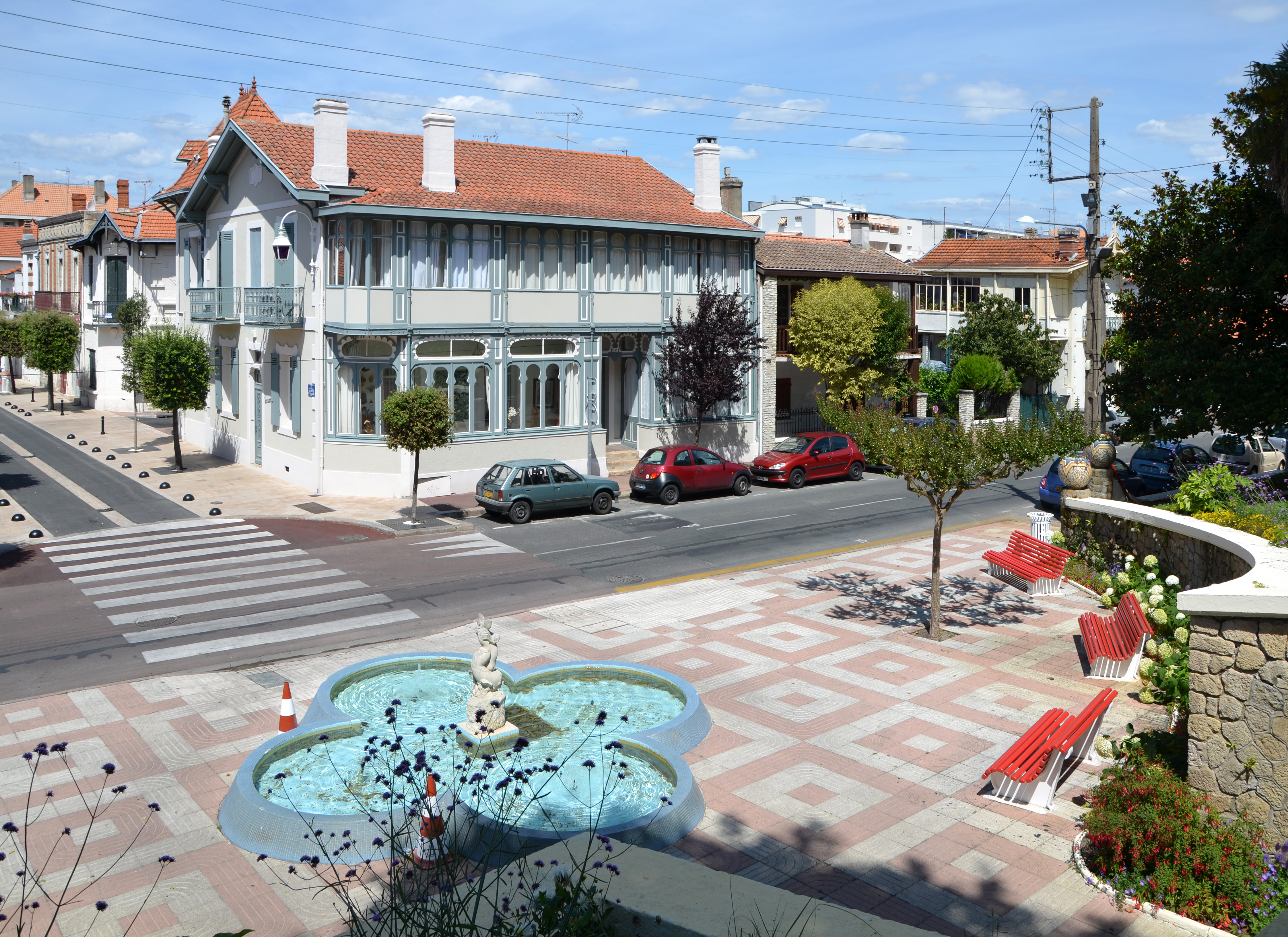
市中心街道

### 教育
阿卡雄属于波尔多学区。截止2019年1月1日，阿卡雄境内共有3所幼儿园、5所小学、2所初级中学、2所普通高中和1所职业高中。2018至2019学年度，阿卡雄境内共有在校中等教育阶段学生2,342名。

### 医疗
截止2019年1月1日，阿卡雄境内共有全科医生28名、保健师24名、牙医11名、护士88名、耳科医生2名、眼科医生1名、皮肤科医生4名、助产士1名和妇科医生1名。境内共有药房13家和养老院5家。
阿卡雄中心医院（Centre Hospitalier d'Arcachon）是法国的一个区域性医疗机构，其主病区位于拉泰斯特德比什境内，设有床位204个，是当地规模最大的公立综合性医院。

### 住房
2017年，阿卡雄境内共有各类住房17,574套，其中34.9%为独立式居民区，主要分布于市区西南部和东部；64.9%为集中式居民区，主要分布于市中心。常住房屋占阿卡雄市镇范围内居民建筑总量的37.1%。

### 商业
2018年，阿卡雄境内共有各类商铺1,590家，其中餐饮服务类729家。市区东南部的拉泰斯特德比什境内建有大型开放式商业街区。

### 体育
2019年，阿卡雄境内共有2家游泳池、4间体育馆、2座综合体育场、22处网球场、1处马术场、3处足球或橄榄球场、1处篮球或排球场以及1处高尔夫球场。
阿卡雄湾足球俱乐部是当地的一支足球队，成立于2013年，2020至2021赛季参加法國全國丙組聯賽（法戊）。

### 环境
阿卡雄的环境事务由其所属的公共社区负责。2018年，阿卡雄境内共有2家污染企业。

### 治安
2014年，阿卡雄及附近地区共发生各类案件1,929起，其中盗窃类案件1,248起，经济类案件215起，毒品交易类案件181起。

## 文化
2019年，阿卡雄境内共有1家剧场、1家电影院。阿卡雄市政府提供多媒体中心，向公众全年开放。

### 建筑
{{Main|分类:阿卡雄建筑|分类:阿卡雄历史建筑
阿卡雄境内有多处法国国家文物保护单位，其中阿卡雄圣母大教堂、莱帕斯圣母教堂、阿卡雄遇难者纪念碑等为当地的代表性建筑物。

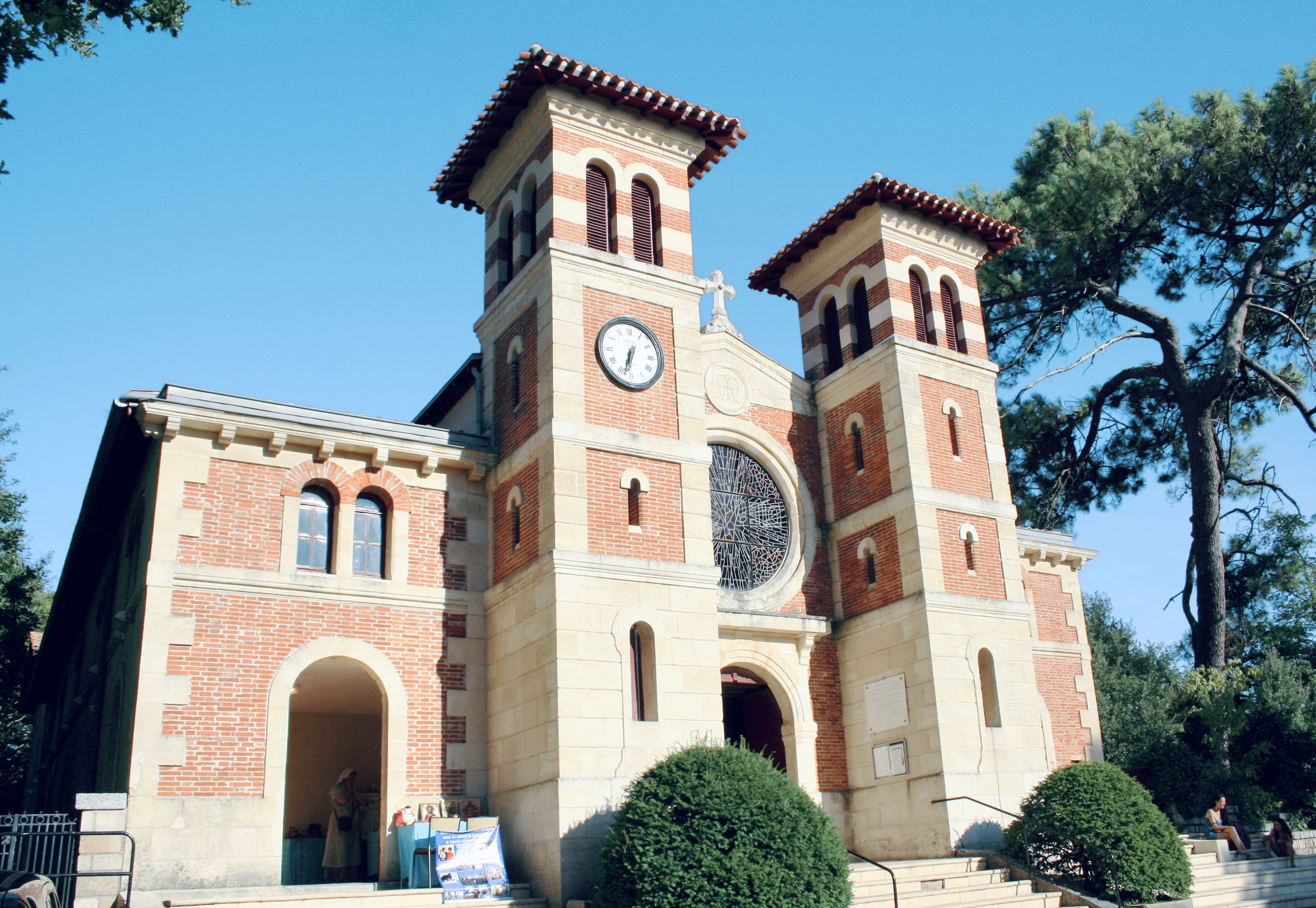
莱帕斯圣母教堂（法语：Église Notre-Dame-des-Passes）
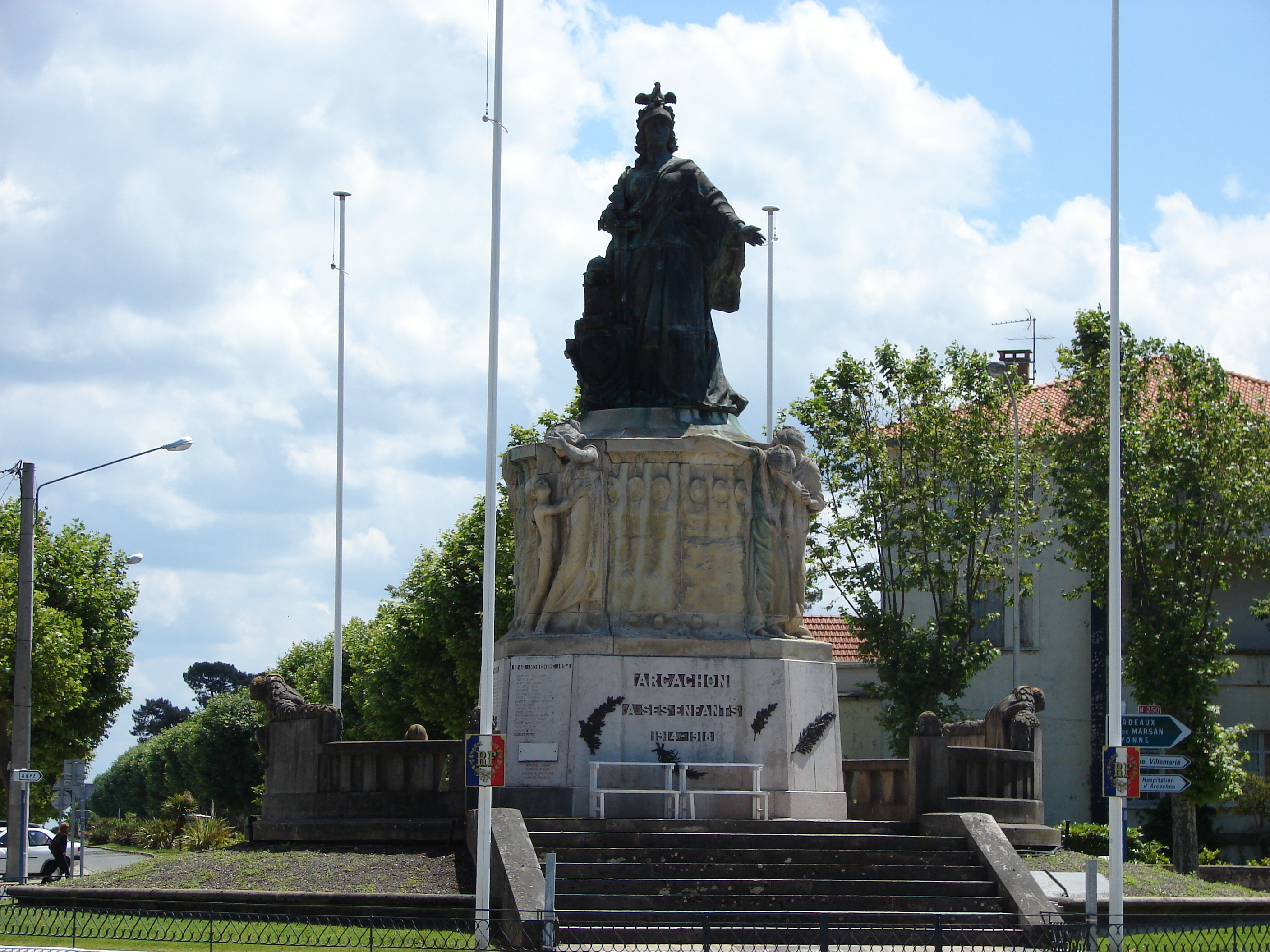
遇难者纪念碑（法语：Monument aux morts d'Arcachon）
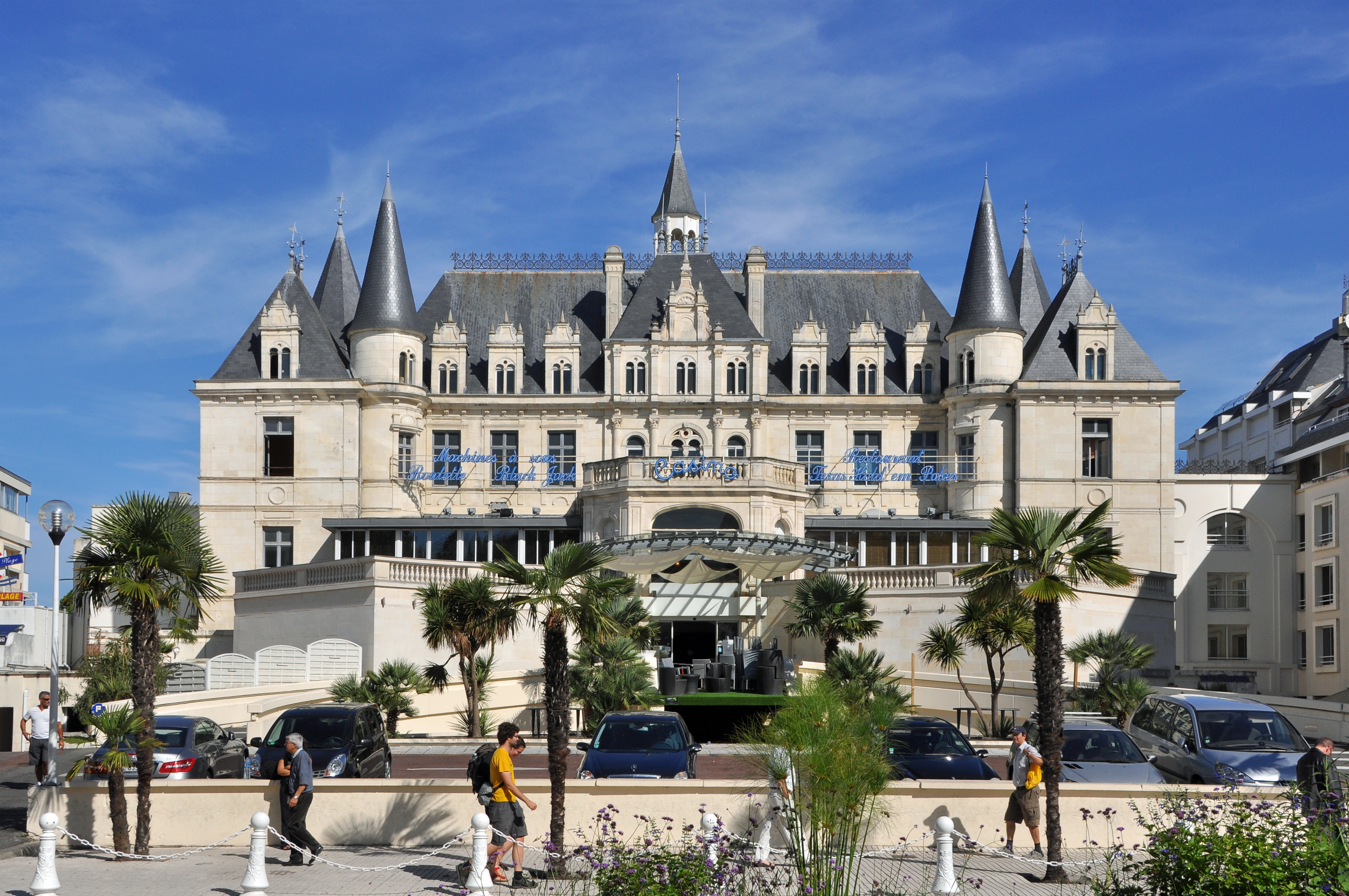
德加讷城堡（法语：Château Deganne）
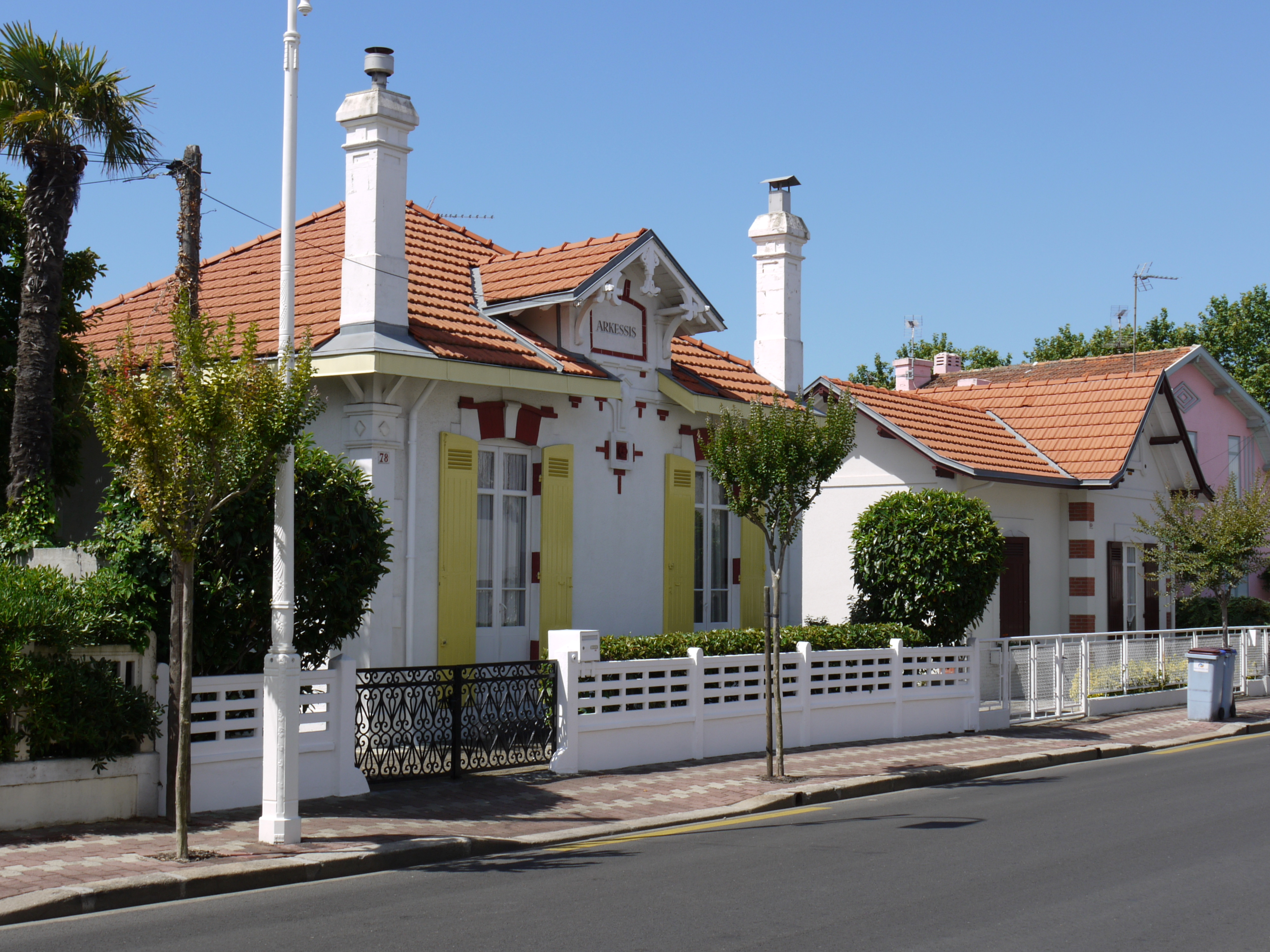
民居

### 旅游
阿卡雄因当地的海滨浴场及不远处的皮拉沙丘而闻名。当地的旅游事务由其所属的公共社区负责。2020年，阿卡雄境内共有23家宾馆共计807间房间，另有1个露营地，可容纳共278辆露营车。

### 媒体
法国主要的媒体均可在阿卡雄接收，法国电视三台下属的新阿基坦大区频道在部分时段播出阿卡雄所属区域的地方新闻。

## 相关人物
法国建筑师罗热-亨利·埃克斯佩尔、赛艇运动员帕斯卡·图龙出生于阿卡雄。

## 友好城市
截至2020年11月，阿卡雄共与五座城市互为友好城市关系：
- 德国 戈斯拉尔
- 美国 阿默斯特
- 葡萄牙 阿威罗
- 義大利 加尔多内里维耶拉
- 義大利 佩斯卡拉